# Kanton Lamarche
Kanton Lamarche (fr. Canton de Lamarche) byl francouzský kanton v departementu Vosges v regionu Lotrinsko. Skládal se z 26 obcí. Zrušen byl po reformě kantonů 2014.

## Obce kantonu
- Ainvelle
- Blevaincourt
- Châtillon-sur-Saône
- Damblain
- Fouchécourt
- Frain
- Grignoncourt
- Isches
- Lamarche
- Lironcourt
- Marey
- Martigny-les-Bains
- Mont-lès-Lamarche
- Morizécourt
- Robécourt
- Rocourt
- Romain-aux-Bois
- Rozières-sur-Mouzon
- Saint-Julien
- Senaide
- Serécourt
- Serocourt
- Les Thons
- Tignécourt
- Tollaincourt
- Villotte